# Amorpha
Genre
Classification phylogénétique
L’Amorpha ou faux-indigo est un genre de plantes à fleurs de la famille des Fabaceae.
Toutes les espèces sont originaires d’Amérique du Nord, et prospèrent du sud du Canada au nord du Mexique en passant par la plus grande partie du territoire des États-Unis.
Leur nom scientifique Amorpha vient du grec et signifie « déformée » parce que les fleurs de ce genre n'ont qu’un seul pétale contrairement aux légumineuses habituelles de la sous-famille des Faboideae.

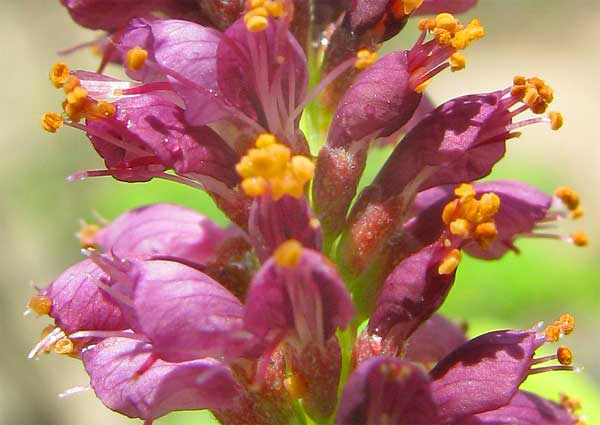
Fleurs

## Description de quelques espèces
Le faux-indigo du désert, ou buisson à indigo (Amorpha fruticosa), est un arbrisseau mellifère dont la taille adulte varie entre 3 m et 5 m. C’est une plante invasive présente partout aux États-Unis, et qui a été introduite en Europe centrale et méditerranéenne.
L’herbe à plomb (Amorpha canescens) est une herbacée de la Prairie (Amérique du Nord). Cet arbrisseau buissonant est une importante légumineuse autochtone de la Prairie. Elle est souvent associée aux herbes appelées Schizachyrium. Les Amérindiens en utilisaient les feuilles pour fumer ou boire en infusion.
Les feuilles des différentes espèces d’Amorpha forment l'alimentation ordinaire des larves de plusieurs espèces de lépidoptères dont Schinia lucens, qui s'en nourrit exclusivement.
A. fruticosa prolifère bien avec le climat océanique français.

## Espèces
- Amorpha apiculata
- Amorpha californica - faux-indigo de Californie, ou fausse locuste
- Amorpha canescens - herbe à plomb
- Amorpha crenulata
- Amorpha fruticosa - faux-indigo du désert
- Amorpha georgiana - faux-indigo de Géorgie
- Amorpha glabra - faux-indigo des montagnes
- Amorpha herbacea - faux-indigo épineux
- Amorpha laevigata - faux-indigo doux
- Amorpha nana - faux-indigo nain
- Amorpha nitens - faux-indigo brillant
- Amorpha notha
- Amorpha ouachitensis - faux-indigo Ouachita
- Amorpha paniculata - panicled faux-indigo
- Amorpha roemeriana - faux-indigo de Rœmer
- Amorpha schwerinii - faux-indigo de Schwerin